# Godfryd VI Andegaweński
Godfryd VI Andegaweński (ur. 1 czerwca 1134 w Rouen, zm. 27 lipca 1158 w Nantes) – hrabia Andegawenii, Maine i Nantes, młodszy syn hrabiego andegaweńskiego Godfryda V Plantageneta i cesarzowej Matyldy, córki króla Anglii Henryka I. Był młodszym bratem króla Anglii Henryka II.
Jego ojciec zmarł w 1151 r. Godfryd razem z Henrykiem miał sprawować rządy w Andegawenii. Ojciec przekazał Godfrydowi w wyłączne władanie hrabstwo Maine. W 1154 r. Henryk został królem Anglii. Między braćmi zaczęły narastać konflikty, gdyż Henryk osobiście objął władzę zarówno w Andegawenii, jak i w Maine. Trzykrotnie Godfryd stawał do walki przeciwko Henrykowi, szukając oparcia u wrogów brata, głównie u króla Francji Ludwika VII.
Po raz pierwszy wystąpił przeciw bratu w lipcu 1152 r., wywołując bunt w Andegawenii, szybko jednak stłumiony przez Henryka. Drugi bunt miał miejsce niedługo po objęciu przez Henryka tronu Anglii. Trzeci i ostatni wybuchł w 1156 r. Dzięki mediacji matki udało mu się wywalczyć współwładzę nad Maine.
Godfryd zmarł nagle w 1158 r. Nigdy się nie ożenił i nie pozostawił potomstwa. Wyłączną władzę nad Maine uzyskał ponownie Henryk II.